# Adela Pankhurst
Adela Constantia Pankhurst Walsh (Manchester, 19 giugno 1885 – Sydney, 23 maggio 1961) è stata un'attivista, femminista e suffraggetta britannica naturalizzata australiana.
Fu parte del movimento per il suffragio femminile britannico e tra i fondatori del Partito Comunista d'Australia. Nella seconda parte della sua vita mutò le sue posizioni politiche diventando anticomunista e promuovendo un'idea piuttosto conservatrice del ruolo della donna.

## Biografia
Adela Pankhurst era la terza figlia di Emmeline e Richard Mardsen Pankhurst, sorella minore di Christabel e Sylvia. Rimasta orfana di padre a nove anni, studiò per diventare insegnante, senza però ottenere il diploma. Condivise l'impegno politico della madre e delle sorelle fino all'età di ventotto anni, quando si trasferì in Australia e sposò, nel settembre 1917, l'attivista Thomas Walsh, con il quale ebbe cinque figli. 
In Australia lavorò come organizzatrice per la femminista Vida Goldstein e per il Victorian Socialist Party, avvicinandosi al tempo stesso al movimento pacifista. Nel 1917 fu arrestata e passò quattro mesi in carcere, avendo rifiutato l'offerta del Primo Ministro Hughes di cessare di tenere comizi pubblici in cambio dell'annullamento della pena. 
Dopo la prima guerra mondiale fu, insieme a Thomas Walsh, tra i fondatori del Partito Comunista d'Australia (CPA), dal quale tuttavia i coniugi si allontanarono dopo poco tempo. Negli anni successivi i Walsh si impegnarono nella promozione di relazioni tra Australia e Giappone, convinti che quest'ultimo potesse essere un partner commerciale migliore degli Stati Uniti d'America. 
Dopo la morte del marito, nell'aprile 1943, Adela si ritirò dalla vita pubblica. Morì nel 1961, dopo essersi convertita al Cattolicesimo.

## Impegno politico
Nella prima parte della sua vita, Adela Pankhurst partecipò attivamente al movimento suffragista britannico, accanto alla madre e alle sorelle. Fu arrestata in più di un'occasione e lavorò come organizzatrice per la Women's Social and Political Union (WSPU). Nel 1913 lasciò l'incarico, in parte per problemi di salute e in parte per l'incrinamento dei rapporti con la madre e la sorella Christabel. LA WSPU, infatti, stava iniziando ad adottare metodi di protesta sempre più violenti e a cercare l'appoggio politico della destra, scelte con le quali Adela, insieme a Sylvia, si trovava in disaccordo. 
Il trasferimento in Australia fu per Adela un'occasione per poter seguire più liberamente i suoi ideali. Si unì, oltre che all'organizzazione suffragista della Goldstein, la Women's Political Association, alla Women's Peace Army e al Victorian Socialist Party, diventando un'entusiasta sostenitrice del pacifismo e tenendo vari discorsi pubblici contro la prima guerra mondiale. Nonostante la lontananza geografica, Emmeline Pankhurst, impegnata in un accordo che prevedeva la rinuncia alle contestazioni sulla guerra in cambio del diritto di voto, trovò il modo di esplicitare la sua disapprovazione per la militanza pacifista della figlia. Nel 1917 mandò un telegramma al Primo Ministro australiano in cui affermava di vergognarsi di Adela e di ripudiarla.
Terminata la Grande Guerra, fu tra i fondatori del Partito Comunista d'Australia, ma se ne allontanò presto e negli anni successivi diventò una nota anticomunista. Nel 1928 fondò la Australian Women's Guild of Empire, un'organizzazione impegnata nella beneficenza a favore di donne e bambini della classe lavoratrice. Durante il periodo della Grande Depressione promosse l'idea per cui l'uscita dalla crisi sarebbe stata possibile solo attraverso un aumento dell'efficienza e della produttività, invitando gli operai a non organizzare scioperi per mantenere la pace industriale.
Tra le due guerre mondiali anche le sue posizioni in tema di parità tra i generi subirono una virata conservatrice, diventando promotrice di un'immagine della donna legata primariamente al suo ruolo famigliare, condannando l'aborto, la contraccezione e le pratiche che fossero d'intralcio allo svolgimento dei suoi doveri di madre. Fu inoltre parte del movimento Australia First, un'organizzazione di stampo fascista e antisemita che sosteneva l'opportunità di un'alleanza con la Germania nazista e il Giappone. 
Nel 1942, a seguito dell'attacco di Pearl Harbor, venne arrestata, insieme ad altri membri di Australia First, per le sue esplicite simpatie verso il Giappone. Una volta rilasciata si dedicò al marito, gravemente malato, e con la morte di quest'ultimo si ritirò definitivamente dalla scena pubblica.